# San Sebastián de Yúluc
San Sebastián de Yúluc ist eine Ortschaft und eine Parroquia rural („ländliches Kirchspiel“) im Kanton Saraguro der ecuadorianischen Provinz Loja. Die Parroquia besitzt eine Fläche von 115,7 km². Die Einwohnerzahl lag im Jahr 2010 bei 982.

## Lage
Die Parroquia San Sebastián de Yúluc liegt in den westlichen Anden im Süden von Ecuador. Der Río Jubones fließt entlang der nördlichen Verwaltungsgrenze nach Westen. Dessen linker Nebenfluss Río Uchucay begrenzt das Areal im Osten. Im Nordwesten reicht das Areal bis zur Mündung des Río Ganacay in den Río Jubones. Im Süden erreicht das Verwaltungsgebiet im Ugsha eine maximale Höhe von etwa 3200 m. Der 1500 m hoch gelegene Hauptort befindet sich 35 km nordwestlich vom Kantonshauptort Saraguro.
Die Parroquia San Sebastián de Yúluc grenzt im Norden an die Provinz Azuay mit der Parroquia Santa Isabel (Kanton Santa Isabel), im Osten an die Parroquia Sumaypamba, im Süden an die Parroquia Manú sowie im Südwesten und im Westen an die Provinz El Oro mit den Parroquias Guanazán und Abañín (beide im Kanton Zaruma).

## Orte und Siedlungen
In der Parroquia San Sebastián de Yúluc gibt es folgende Barrios: Angocorral, Ganacay, Leka, Limapamba, Uchucay und Yúluc Centro. Ferner gibt es die Caseríos El Faical und El Portón.